# V606 Aquilae
V606 Aquilae war eine kaum beobachtete Nova, die von Williamina Fleming als Objekt siebter Größenordnung auf einer fotografischen Platte am 18. April 1899 entdeckt wurde, wie von Edward Charles Pickering im Jahr 1900 berichtet wurde.
Die Helligkeit der Nova auf dieser Platte wurde später von Henrietta Swan Leavitt auf 6,75 m genauer bestimmt. Vor der Entdeckung gibt es eine Beobachtungslücke von etwa 200 Tagen. Es ist daher möglich, dass das tatsächliche Maximum verfehlt wurde. Der Referenzkatalog und ein Atlas der galaktischen Novae von Hilmar W. Duerbeck schätzt das Helligkeitsmaximum auf 5,5 m.
Der beobachtete Abfall der Lichtkurve deckt ca. 160 Tage ab und legt eine Klassifizierung als Typ „P“ nahe. 1991 haben Ringwald et al. eine Spektroskopie der vermuteten Nachwirkung der Nova erhalten, fanden jedoch ein Objekt mit einem Spektrum von G7 bis K4 und V = 16,3 m.
Die südwestliche Komponente eines nicht aufgelösten visuellen Binärsystems, das im Katalog und Atlas der kataklysmischen Veränderlichen als mögliche Postnova markiert wurde, zeigt ein interessantes Spektrum. Die anschließende Spektroskopie des Objekts mit V = 20,4 m bestätigte die Nova. Das Spektrum wies vergleichsweise starke Balmer-Emissionslinien auf, wenn auch nicht so stark wie in EL Aquilae. Die hohen Anregungslinien sind jedoch erheblich schwächer und He II λ5412 Emissionslinien wurden nicht entdeckt. Es stellte sich heraus, dass es sich bei den meisten Angehörigen der P-Klasse um wiederkehrende oder magnetische Novae zu handeln schien.
Selbst wenn das tatsächlich beobachtete Helligkeitsmaximum zur Berechnung der Ausbruchsamplitude verwendet wird, erscheint das Ergebnis von ∆m = 13,6 m für eine wiederkehrende Nova viel zu groß (Pagnotta & Schaefer 2014). Andererseits zeigen die spektroskopischen Eigenschaften auch keinen besonders starken Beweis für eine magnetische Ursache.
Offenbar ist V606 Aquilae ein ungewöhnliches Mitglied der P-Klasse. Das Spektrum zeigt einen leichten Anstieg im blauen Kontinuum und das Zwei-Farben-Diagramm (engl. Color-Color-Diagram) belegt, dass das Feld nur mäßig von der interstellaren Extinktion betroffen ist.
Nach einer Herabstufung mit einem Wert von E (B – V) = 0,35 (03) m wurde deutlich, dass das Kontinuum durch eine Reihe großer „Buckel“ (engl. hump) verzerrt war. Nach der Untersuchung der drei Einzelspektren kam man zu der Erkenntnis, dass dieser unebene Kurvenverlauf kein wirkliches Messergebnis, sondern auf Störsignale zurückzuführen ist. Durch diese Höcker wurden jedoch große Teile des Kontinuums für die Analyse unbrauchbar. Es wurden daher eine Reihe kleinerer Bereiche des Kontinuums zwischen den blauen Emissionslinien sowie einige Regionen um 6.000 Å ausgewählt, um einen negativen Exponenten von α = 2,02 (02) zu bestimmen.
Nach der Untersuchung des Hα-Linienprofils der einzelnen Spektren stellte sich heraus, dass die Abweichungen nicht so auffallend wie bei EL Aquilae und die Doppler-Verschiebung des gesamten Profils  nicht so groß wie angenommen waren. Dennoch ist die Form des Linienprofils charakteristisch für kataklysmische Veränderliche, und die Breite der Emissionslinien ist im Wesentlichen identisch mit der Nova EL Aquilae von 1927. Es wird daher angenommen, dass auch V606 Aquilae wahrscheinlich unter einer moderat hohen Bahnneigung zu sehen ist, wodurch sie zu einem potenziellen Objekt für Folgebeobachtungen wird.